# Aidan O'Connell
Aidan James O'Connell (Long Grove, Illinois; 1 de septiembre de 1998) más conocido como Aidan O'Connell, es un jugador profesional estadounidense de fútbol americano, se desempeña en la posición de quarterback en Las Vegas Raiders, en la National Football League (NFL).

## Carrera
Hizo su debut profesional con el equipo Las Vegas Raiders, lleva jugando una temporada, comenzó en el 2023.